# Las momias de Guanajuato
Las momias de Guanajuato o Santo contra las momias es una película de terror, acción y aventura mexicana de 1972, dirigida por Federico Curiel «Pichirilo» y protagonizada por El Santo, Blue Demon y Mil Máscaras, junto a Elsa Cárdenas.

## Argumento
La historia comienza con un grupo de turistas haciendo un recorrido por el Museo de las Momias de Guanajuato, donde el guía enanito Pingüino cuenta la historia de Satán, un luchador del pasado que fue vencido por un ancestro del Santo y juró regresar un día para tomar su venganza.
A partir de ahí, las momias comienzan a cobrar vida y es entonces que los luchadores El Santo, Blue Demon y Mil Máscaras son llamados para combatir el mal.

## Reparto
- El Santo como él mismo (Santo el Enmascarado de Plata)
- Blue Demon como él mismo
- Mil Máscaras como él mismo
- Elsa Cárdenas como Lina
- Juan Gallardo como Inspector de la Policía
- Jorge Abaunza como Pingüino
- Julio César Agrasánchez como Julito
- Carlos Suárez como Sr. González
- Mabel Luna como Visitante del Museo / Esposa
- Yolanda Ponce como Visitante del Museo / Admirador del Santo
- Patricia Ferrer como Alicia
- Martha Angélica como Martha Angélica
- David Lama como Visitante del Museo / Esposo
- Carlos León con personaje desconocido
- Tinieblas como Satán (no acreditado)